# ناحية اليرموك
ناحية اليرموك هي ناحية إدارية تتبع منطقة القامشلي في محافظة الحسكة شمال شرق سورية. أُحدثت الناحية بموجب قرار صادر عن وزارة الإدارة المحلية عام 2008، وذلك بفصلها عن ناحية تل حميس. ومركزها بلدة اليرموك.
تقع ناحية اليرموك إلى الجنوب من منطقة القامشلي، بمحاذاة الحدود السورية العراقية، شمال جبل سنجار. يخترقها وادي الرد و روافده من الشرق إلى الغرب(لذلك تعرف المنطقة باسم جنوب الرد)، وتشكّل القبائل العربية، لا سيما قبيلة طيء وقبيلة شمر، الغالبية العظمى من سكان المنطقة، إلى جانب عشائر أخرى.[بحاجة لمصدر]
تُعد الناحية منطقة زراعية شبه جافة، ومياها لا تصلح للشرب ويعتمد اقتصادها المحلي بشكل أساسي على زراعة الشعير. كما تنتشر فيها تربية الأغنام على نطاق واسع، وتُعد من الأنشطة الاقتصادية الرئيسية للسكان.

## بلدات وقرى ناحية اليرموك

### أ
- أم الخير البارقية
- أمية
- الاندلس

### ب
- بكارة الهلالية

### ت
- تغلب
- تل أحيمر
- تل صحن
- تميم
- تهامة الشرقية
- تهامة الغربية

### ج
- الجديدة

### ح
- حارسة الرد الشرقية
- حارسة الرد الغربية
- الحديبية
- حمص الرد

### خ
- خربة الأحيمر
- خزاعة
- خولة بنت الأزور
- خويتلة

### ر
- رام الله
- ربيعة

### ز
- زبيدة
- الزرقاء

### س
- سفانة
- سليمى

### ظ
- الظهران

### ع
- عكرشة الأطروش
- العبرة

### غ
- غرناطة شرقية
- غرناطة غربية
- غزالة الحرورية

### ف
- فلسطين الشرقية
- فلسطين الغربية

ق
- القادسية الصغيرة
- القادسية الكبيرة
- قرطبة شرقية
- قرطبة صغيرة
- قرطبة وسطى
- قضاعة

### ك
- كنانة

### ل
- اللد الصغيرة
- اللد الكبيرة

### م
- المقرن
- ميسلون

### ن
- نسيبة المازنية

### هـ
- همدان

### و
- وائل

### ي
- يثرب
- اليرموك